# Ampliación Ejido Palma
Ampliación Ejido Palma, även benämnd Chinguiriteras, är ett samhälle i Mexiko, tillhörande kommunen Isidro Fabela i delstaten Mexiko. Orten hade 211 invånare vid folkräkningen 2010.